# سافانا سامسون
سافانا سامسون هي ممثلة إباحية أمريكية سابقة ولدت في 14 أكتوبر 1967 في مدينة واتيرتاون،نيويورك.</ref>